# Go Go Diva
Go Go Diva è il terzo album in studio del gruppo musicale italiano La Rappresentante di Lista, pubblicato il 14 dicembre 2018 dalla Woodworm.

## Descrizione
L'album si compone di undici brani ed è stato registrato a Milano sotto la supervisione del produttore Fabio Gargiulo (ulteriori sessioni si sono svolte presso i Fat Sounds di Palermo). La tematica principale in esso affrontata è il corpo, come spiegato dalla cantante Veronica Lucchesi:

Lo stesso titolo dell'album si ispira a Lady Godiva, definita dal gruppo musicale come una «guida attraverso questa foresta di parole e di musica. [...] Una femmina che desidera, che ingurgita, che ascolta, che vive e non è mai sazia». La copertina, realizzata da Claudia Pajewski, ritrae il duo nell'atto di spogliarsi e tal proposito lo stesso ha spiegato:

## Promozione
L'8 novembre 2018 il gruppo ha annunciato sui social network l'uscita del terzo album in studio, Go Go Diva, descrivendolo come «un invito a perdersi, a battersi, a spogliarsi e a cantare con tutta la voce che si ha in corpo», aggiungendo che «nell'inferno dei desideri, nel buio della paura, nell'oscurità di questo tempo, noi ci sentiamo maledettamente vivi».
Il 16 novembre successivo è uscito in tutti i negozi digitali il primo singolo Questo corpo e contemporaneamente vengono pubblicate le date del Go Go Diva Tour, con prima tappa a Palermo il 25 dicembre 2018. L'album esce infine in tutti i negozi digitali e fisici il 14 dicembre 2018, pubblicato dall'etichetta discografica Woodworm.

## Accoglienza
Go Go Diva è stato accolto positivamente dalla critica specializzata. La Repubblica lo ha descritto come «una folata di vento che ti scompiglia i capelli ma ti lascia con il sorriso. [...] Un nuovo inno alla vita, un gemito di gioia, un omaggio all'essere umano in tutte le sue sfumature». Il Fatto Quotidiano indica invece l'album come un passaggio all'età adulta per il gruppo, attribuendo a esso anche un impegno civile; il giornale delinea in particolare due temi salienti: la sessualità e la femminilità. La sessualità infatti «è una sfera che restituisce meglio di altri la fisicità», mentre «il gesto femminile di riappropriarsi del proprio corpo è rivoluzionario di per sé, in un’epoca di mercificazione come questa».
Il sito Rockit lo ha definito un album «potente e diretto», in quanto «definisce una direzione netta senza girare intorno al bersaglio», e ha elogiato la voce «magnetica e teatrale» di Lucchesi, un elemento «imprescindibile del disco».

## Tracce
Testi e musiche di Veronica Lucchesi e Dario Mangiaracina.
1. Questo corpo – 3:13
2. Ti amo (nanana) – 3:34
3. Maledetta tenerezza – 3:37
4. Alibi – 3:24
5. Giovane femmina – 3:48
6. Guarda come sono diventata – 3:11
7. The Bomba – 2:21
8. Panico – 3:10
9. Poveri noi – 3:33
10. Gloria – 3:39
11. Woow – 3:51

## Formazione
Gruppo
- Veronica Lucchesi – voce, cori
- Dario Mangiaracina – chitarra, sintetizzatore, pianoforte Farfisa, basso, voce

Altri musicisti
- Davide Rossi – composizione ed esecuzione strumenti ad arco
- Roberto Cammarata – programmazione e chitarra aggiuntive
- Gabriele Cannarozzo – basso elettrico (tracce 1-5)
- Marta Cannuscio – percussioni, cori
- Angelo Di Mino – sintetizzatore aggiuntivo
- Fabio Gargiulo – sintetizzatore aggiuntivo, Valhalla DSP, Roland RE-201
- Erika Lucchesi – sassofono, cori
- Enrico Lupi – tromba, Fender Rhodes, cori
- Massimo Sciamannea – programmazione, montaggio, sintetizzatore aggiuntivo
- Roberto Calabrese – batteria e pianoforte (traccia 10)

Produzione
- Fabio Gargiulo – produzione artistica, registrazione
- Sabino Cannone – registrazione, missaggio, mastering
- Roberto Cammarata – registrazione aggiuntiva, pre-produzione